# Municipio de Columbus (condado de Luce)
El municipio de Columbus (en inglés: Columbus Township) es un municipio ubicado en el condado de Luce en el estado estadounidense de Míchigan. En el año 2010 tenía una población de 204 habitantes y una densidad poblacional de 0,55 personas por km².

## Geografía
El municipio de Columbus se encuentra ubicado en las coordenadas 46°25′14″N 85°44′10″O / 46.42056, -85.73611. Según la Oficina del Censo de los Estados Unidos, el municipio tiene una superficie total de 370.78 km², de la cual 363,47 km² corresponden a tierra firme y (1,97 %) 7,31 km² es agua.

## Demografía
Según el censo de 2010, había 204 personas residiendo en el municipio de Columbus. La densidad de población era de 0,55 hab./km². De los 204 habitantes, el municipio de Columbus estaba compuesto por el 97,55 % blancos, el 1,96 % eran amerindios y el 0,49 % eran de una mezcla de razas. Del total de la población el 0 % eran hispanos o latinos de cualquier raza.